# 攬炒
攬炒，粵語詞彙，是撲克牌遊戲鋤大弟的博弈概念。參賽者已知難逃被罰二倍或三倍（「炒雙」、「炒三」），從而拖人下水、玉石俱焚、相互保證毀滅，就是攬炒。有「傷敵八百，自損一千」的盤算。詞彙起源年代不明，2010年代末應用於香港政治、美國總統特朗普的貿易戰，2020年代則應用於地緣政治、英國鐵路工人、醫護人員、執業律師、救護員及教師因為不滿工資水平而發動大規模罷工。

## 應用於香港政治

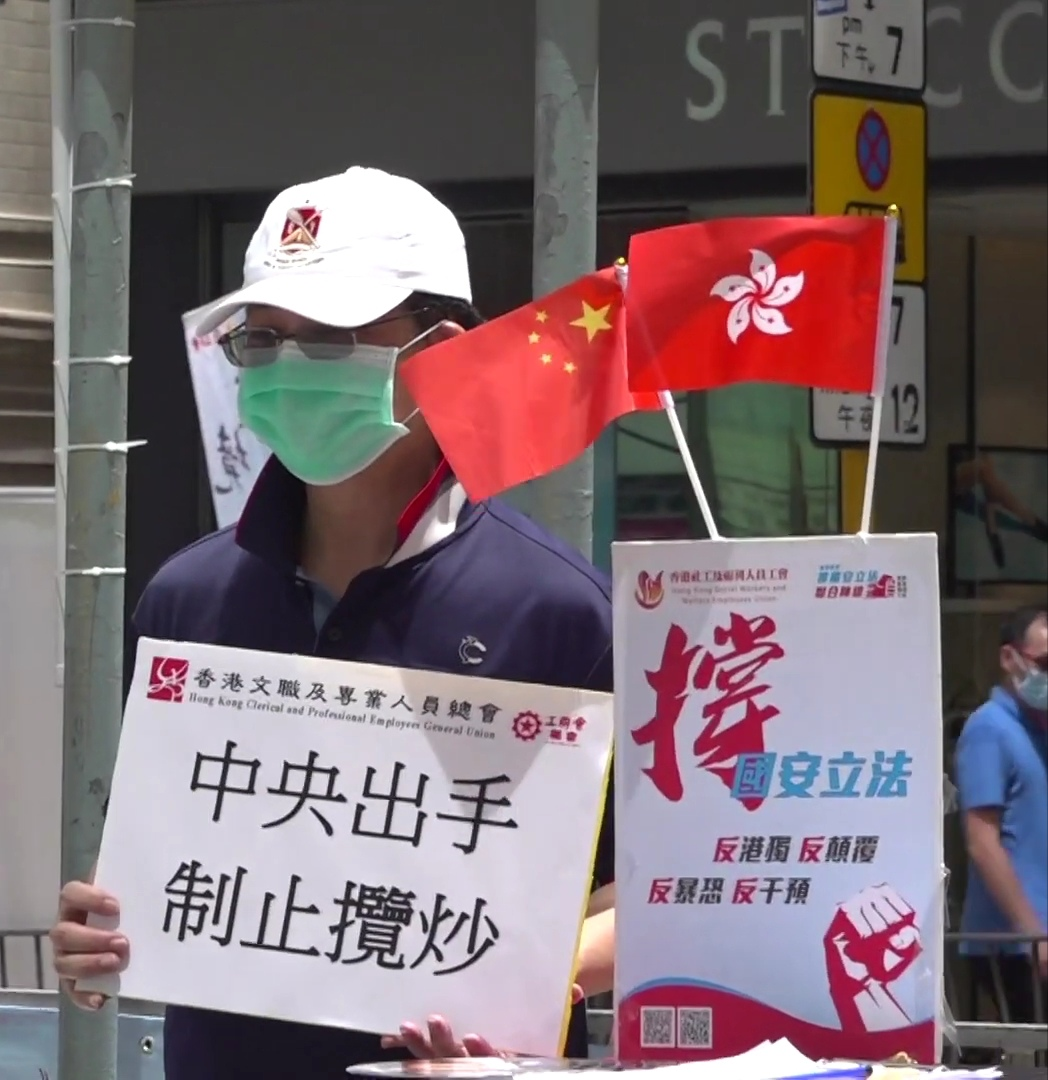
一名男子在站街宣传港區國安法时举着带有“揽炒”的标语

2016年，因為泛民主派的消極態度，當年的香港立法會選舉一度被稱爲「攬炒」場。這一詞語由2019年8、9月開始在香港反對逃犯條例修訂草案運動中受到較為廣泛的使用，用以形容部分激進示威者破壞公共設施、鐵路設施及進行不合作運動等行為。反對此種行為的人士認為，激進示威者的行為對市民帶來了不便、影響經濟、造成社會動盪；
而支持此種行為的本土派人士則認為，在政府不斷忽視民意的情況之下，「攬炒」是較爲合理的方式；因為香港的經濟、政治地位的特殊，「攬炒」可獲得較多的國際支持。亦有觀點認為，「攬炒」可以阻嚇政府進一步推行不合理政策。
2019年，攬炒被香港激進民主派人士称之為「先破後立」的概念，即“利用香港和中國内地在政經上的特殊關係，透過香港破壞中共的國際形象及引致外資撤出以動搖中國經濟和人民幣兌換美元的能力；損害中國在港利益、換取本土生存空間；以造成中國巨大損失為籌碼，換取中國答應在香港落實民主”（2020年至今香港政治發展與此推論完全相反）反對此種概念的人士批評「焦土派」假借「爭取民主自由」為名作出反社會行為，變相實施法西斯主義；溫和民主派也批評「焦土派」的意識形態近似部份激進建制派。
至2021年初， 隨中共在港實施港區國安法及大舉拘禁民主派人士，多國政府已對香港官員作出經濟制裁，而亦陸續有外資公司撤出香港，及發表報告表示香港營商環境及自由受損。某程度上「攬炒」的局面已部分形成。

## 其他用法
2016-2020年美國總統特朗普的貿易戰，例如與沙特阿拉伯的石油貿易戰、中美貿易戰等，亦被《經濟一週》描述為攬炒。

## 註腳
1. ↑  粵語「拉人落水」